# Wiwatoul
Wiwatoul est un lieu d’habitation dans les îles Loyauté sur l’île de Lifou.